# Cristian Bucchi
Cristian Bucchi (* 30. Mai 1977 in Rom) ist ein ehemaliger italienischer Fußballspieler und derzeitiger -trainer.

## Spielerkarriere

### Verein
Der gebürtige Römer war ein Wandervogel unter den Fußball-Profis. 1998 spielte der Stürmer für Perugia Calcio, ein Jahr darauf für Vicenza Calcio. Bucchi kehrte nach Perugia zurück, wo er weniger sportlich Schlagzeilen schrieb. Internationale Aufmerksamkeit erlangte er, da man ihn 2001 mit seinem Mannschaftskameraden Salvatore Monaco des Nandrolon-Dopings überführte (wie auch den portugiesischen Nationalspieler Fernando Couto). Cristian Bucchi wurde zu neun Monaten Sperre verurteilt.  Der Neuanfang gelang ihm beim Zweitligisten Ternana Calcio. Es folgten die Vereine Catania Calcio, Cagliari Calcio und AC Ancona. In der Saison 2005/06 wurde der Mittelstürmer in Diensten des FC Modena mit 29 Toren Torschützenkönig der italienischen Serie B. Der mittlerweile 30-Jährige wechselte zur Saison 2006/07 zum SSC Neapel. In der Saison 2007/08 spielte er bei der AC Siena. Weitere Stationen waren FC Bologna und Ascoli Calcio. In der Spielzeit 2009/10 trug er das Trikot von AC Cesena, im Anschluss unterzeichnete er beim SSC Neapel.

### Nationalmannschaft
Bucchi kam drei Mal für die italienische U-21-Auswahl zum Einsatz und erzielte dabei ein Tor.

## Trainerkarriere
Nachdem Bucchi in der Saison 2012/13 bereits die Primavera-Mannschaft von Delfino Pescara 1936 als Cheftrainer geleitet hatte, wurde er nach der Entlassung von Cristiano Bergodi im März 2013 zum Cheftrainer der Serie-A-Mannschaft befördert. Im Juli 2013 wurde er als Cheftrainer des Drittligisten AS Gubbio 1910 vorgestellt. Nach einer weiteren erfolgreichen Station bei der SS Maceratese coachte Bucchi in der Serie B 2016/17 den AC Perugia Calcio, mit dem er erst in den Playoffs am Aufstieg in die höchste italienische Spielklasse scheiterte. 
Nach dem Abgang von Eusebio Di Francesco verpflichtete ihn daraufhin der Erstligist US Sassuolo Calcio als neuen Cheftrainer, was Bucchis erste Trainerstation in der Serie A war. Nach 14 Spielen, in denen die Mannschaft lediglich elf Punkte holte, wurde Bucchi entlassen.